# H. David Politzer
H. David Politzer, właśc. Hugh David Politzer (ur. 31 sierpnia 1949 w Nowym Jorku) – amerykański fizyk, laureat Nagrody Nobla w roku 2004.

## Życiorys
Jego rodzice przybyli do Stanów Zjednoczonych po II wojnie światowej, obydwoje byli doktorami. Ukończył Bronx High School of Science w 1966 roku. Otrzymał tytuł bachelor’s degree na uniwersytecie w Michigan w 1969 roku. W 1974 obronił na Harvardzie doktorat z fizyki; jest profesorem California Institute of Technology w Pasadenie (Kalifornia). Za prace dotyczące asymptotycznej swobody w teorii silnych oddziaływań między cząstkami elementarnymi otrzymał Nagrodę Nobla z fizyki w roku 2004; wraz z nim laureatami zostali inni Amerykanie Frank Wilczek i David Gross. Laureat Nagrody Sakurai przyznawanej przez Amerykańskie Towarzystwo Fizyczne (APS) teoretykom cząstek elementarnych (1986).